# La morte in vacanza (film)
La morte in vacanza (Death Takes a Holiday) è un film del 1934 diretto da Mitchell Leisen e ispirato all'omonimo dramma di Alberto Casella, che narra delle leggende sulla sua villa estiva – villa Josephine, soprannominata la "villa maledetta" – a Rocchetta Cairo.
Accolto calorosamente all'epoca dell'uscita, il successo commerciale e di critica ottenuto spinse negli anni immediatamente successivi all'adattamento del film per il teatro e trasmissioni radiofoniche.

## Trama
Dopo alcuni anni passati vanamente nel chiedersi perché mai le persone la temono, la Morte decide di personificarsi in un uomo così da conoscere il loro mondo e assopire le domande sulla vita che da tanto tempo la opprimono.
Gli eventi, però, stravolgono i suoi piani e si innamora della giovane e attraente Grazia, che conoscendo il suo segreto dimostra di non aver paura per l'amore che li unisce. Alla morte ormai umana, viene presentato il Duca Lambert, padre di Grazia, che una volta saputa l'identità dell'uomo lo implora di ritornare nella sua forma se davvero tiene al rapporto con la figlia.
Nel frattempo la Morte si scorda completamente le sue funzioni in veste umana e il ciclo vitale corre senza fermarsi, bloccando le morti in tutto il mondo, e l'uomo si tormenta alla domanda di tornare a rimanere solo nell'eternità lasciando il mondo di sentimenti e, soprattutto, Grazia.

## Rifacimenti
Nel 1971 gli Universal Studios comprarono i diritti cinematografici del film con l'intenzione di realizzare rifacimenti nell'immediato:
- Death Takes a Holiday (1971), prodotto esclusivamente per la televisione, è uscito solo negli Stati Uniti d'America.
- Vi presento Joe Black (1998), successo internazionale che vede l'interpretazione di Brad Pitt e la regia di Martin Brest.